# 萊爾克灣
70°49′S 61°45′W / 70.817°S 61.750°W
萊爾克灣（英語：Lehrke Inlet）是南極洲的海灣，位於帕爾默地東岸，長31公里、寬15公里，處於博格斯角和沙爾邦諾角之間，由美國研究隊發現，現時由南極條約體系管理。